# Conder (Canberra)
Conder est l'une des trois banlieues de la vallée de Lanyon à Canberra, en Australie. Elle se trouve dans le district de Tuggeranong, Territoire de la capitale australienne. Les trois banlieues sont actuellement (en 2011) les banlieues les plus au sud de la ville, bien que la petite colonie de Tharwa soit établie légèrement plus au sud.
Nommée d'après l'artiste Charles Conder la banlieue de Conder s'étend des pentes de la colline de Tuggeranong jusqu'au fond de la vallée. Conder abrite les principaux services de la vallée, notamment le Lanyon Market Place et le Lanyon High School. La banlieue comprend également l'école primaire St Clare of Assisi, l'école primaire Charles Conder, un centre pour les jeunes, une garderie et un centre de services à la famille.

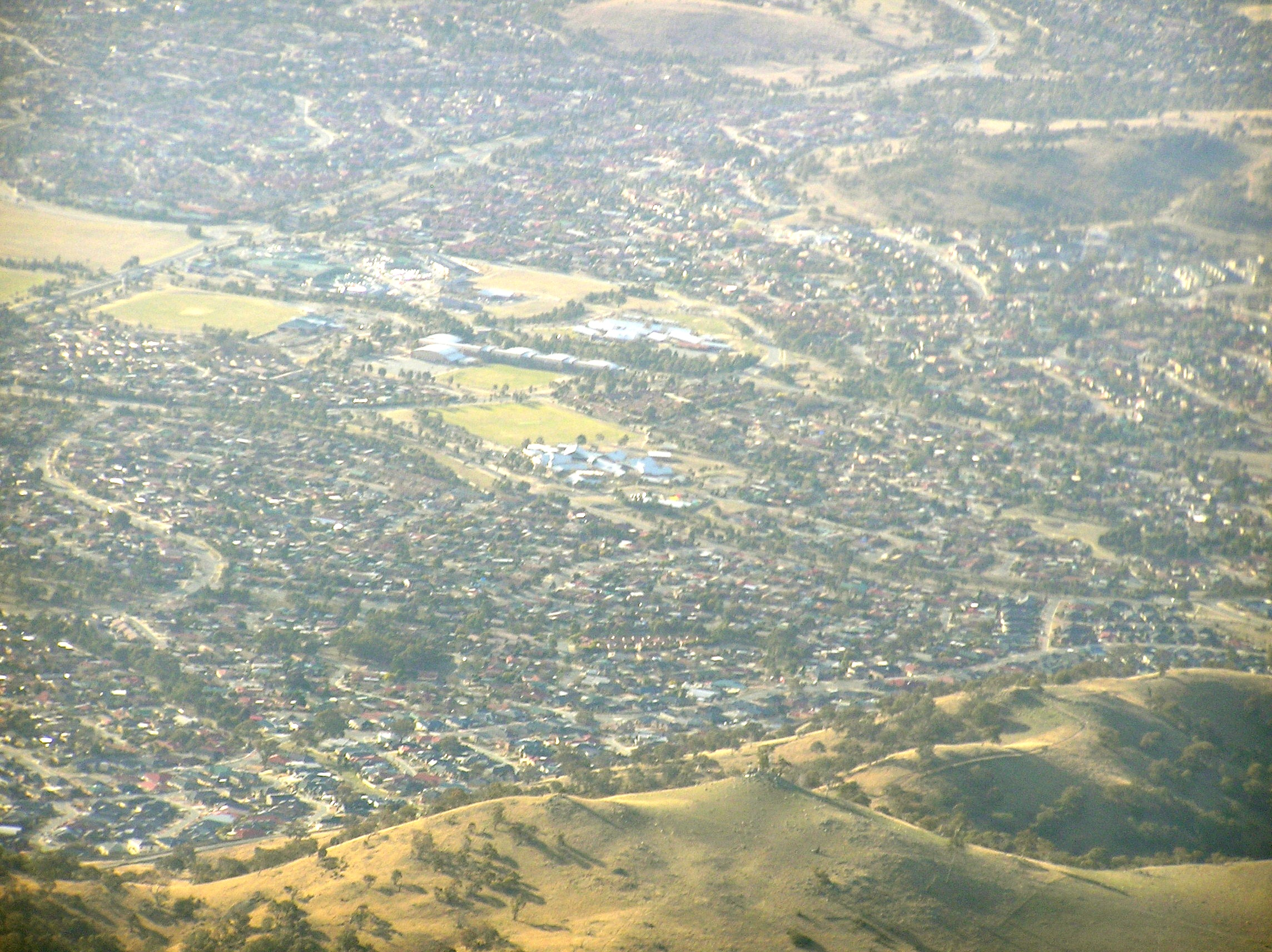
Photo aérienne de Conder.
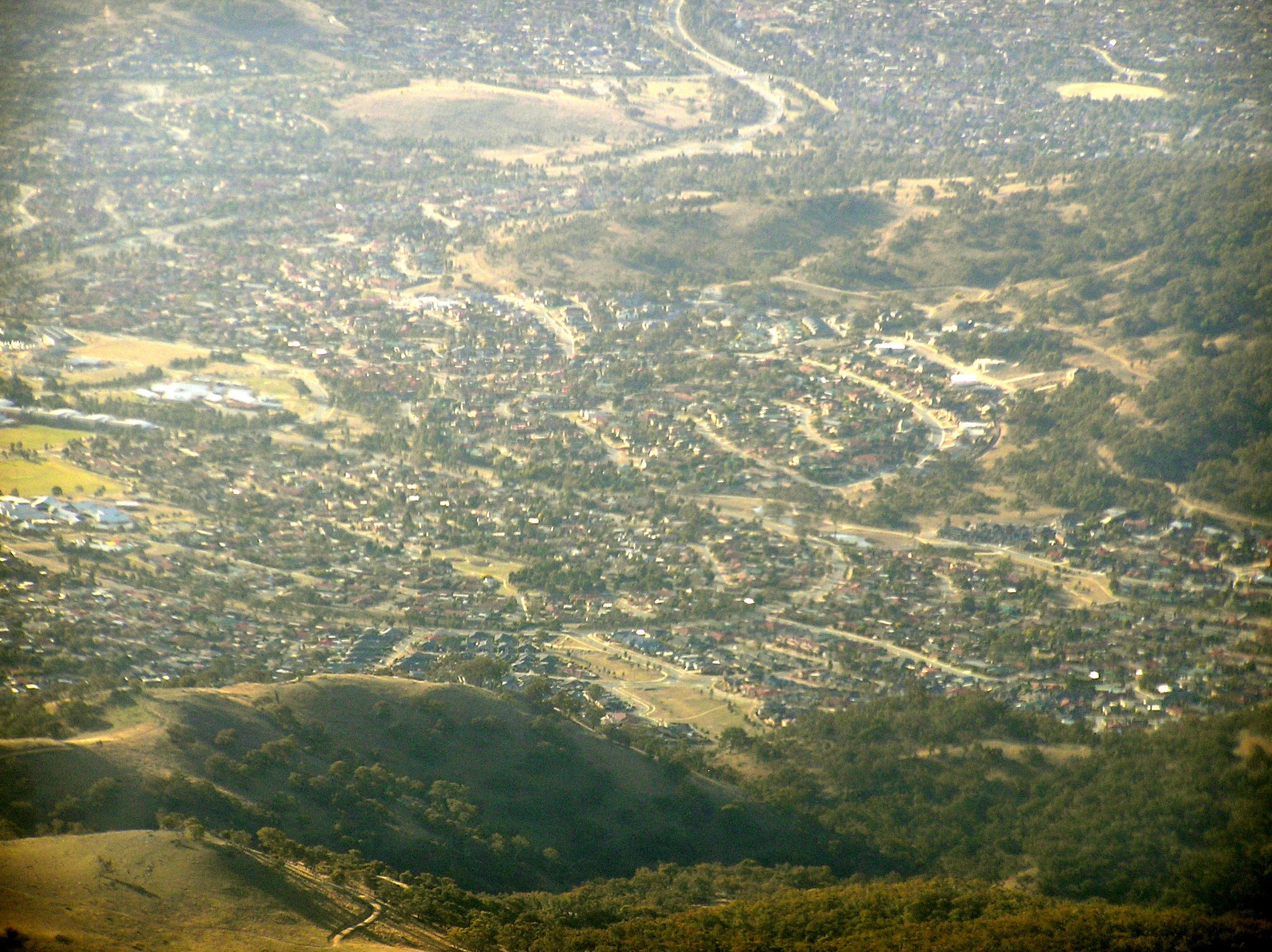
Photo aérienne de l'est de Conder, niché dans les collines.
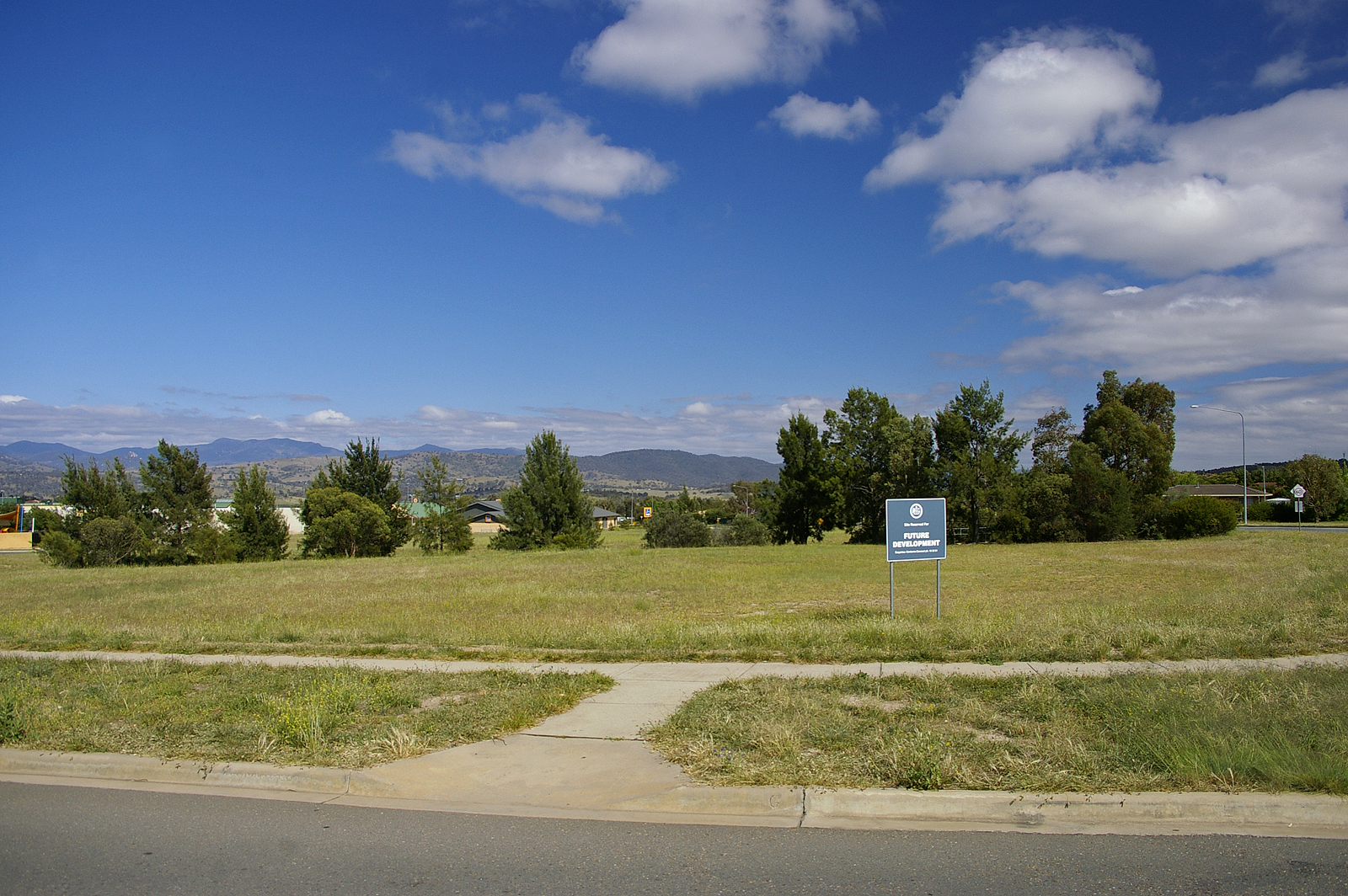
Vue de la ville.

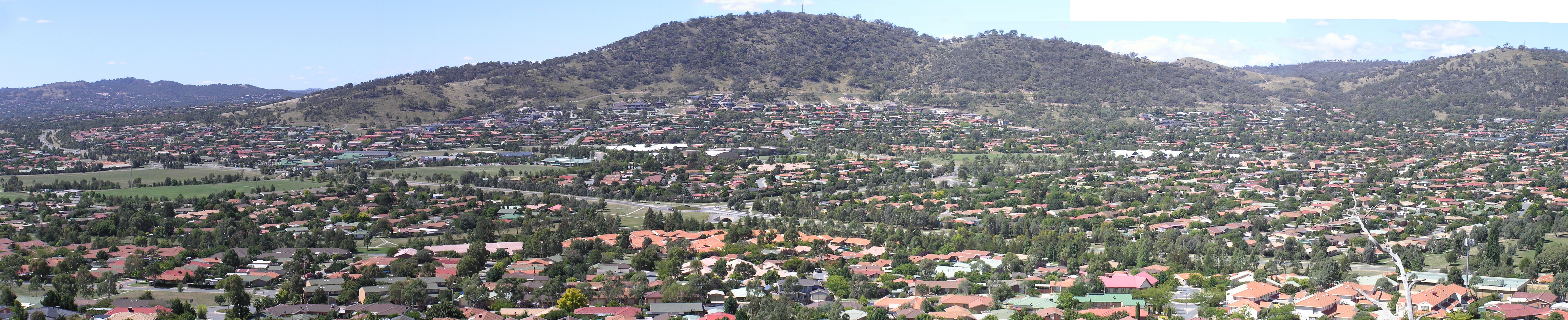
Panorama de Conder et de la vallée de Lanyon.

Les rues de Conder portent le nom d'artistes, notamment des membres de l'école d'Heidelberg et des lieux associés à cette école — parmi lesquels Russell Drysdale et Tom Roberts — ou d'autres, comme Hilda Rix Nicholas, qui y a une place consacrée.

## Géologie

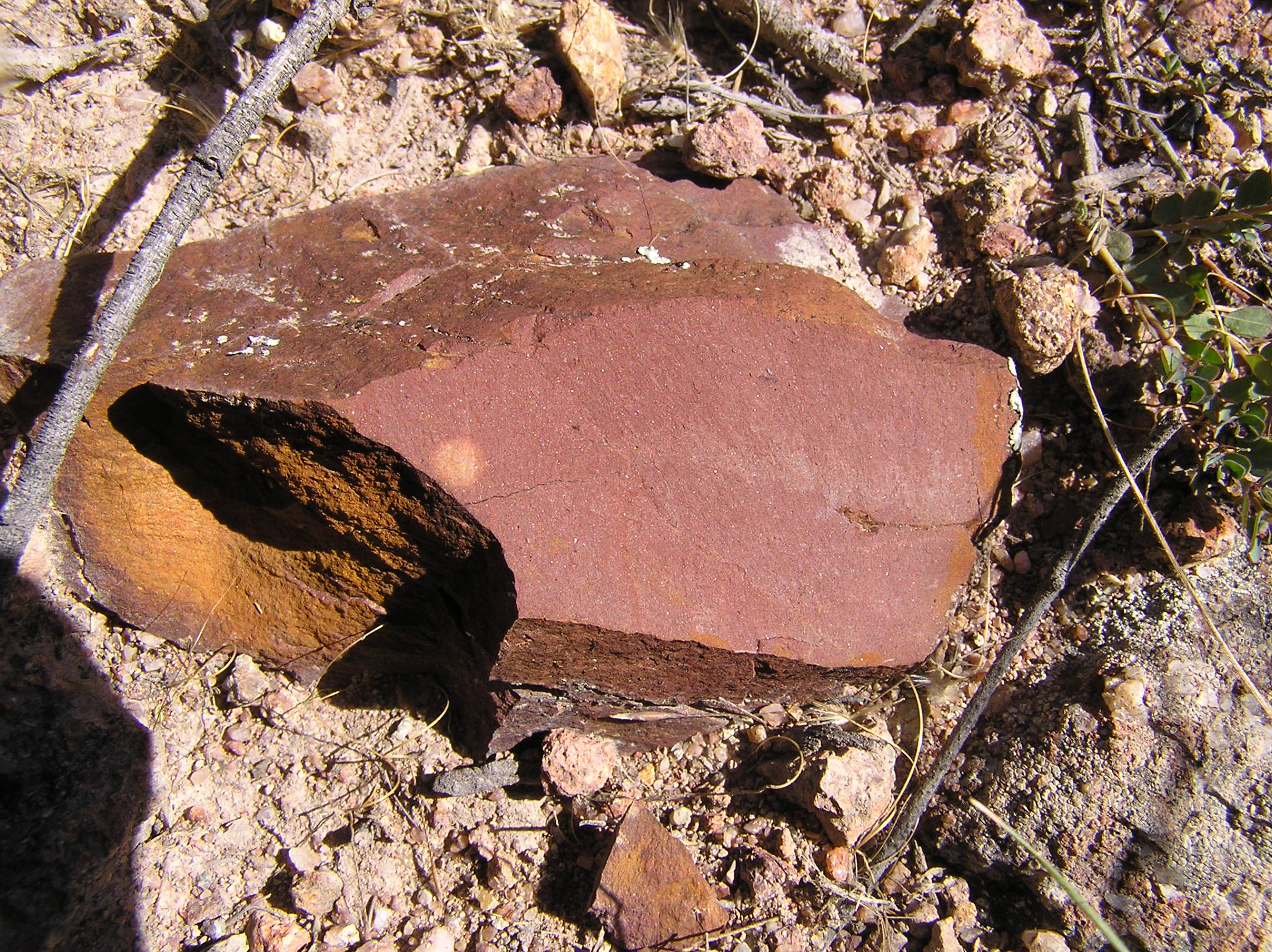
Tuf volcanique rouge de la Tuggeranong Hill.

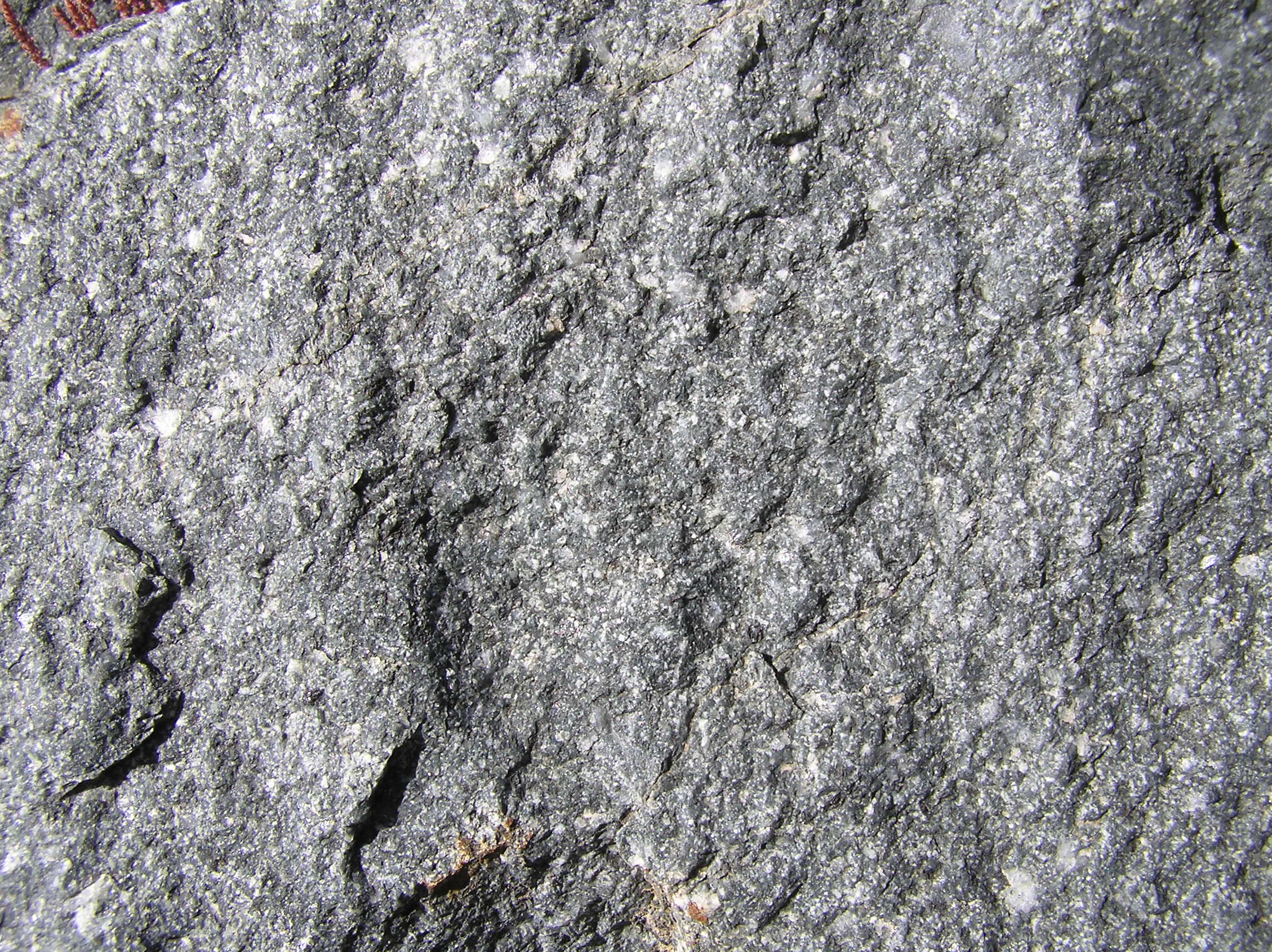
Ignimbrite de la Tuggeranong Hill.

L'alluvium quaternaire couvre toute la banlieue. Il s'agit notamment de l'ignimbrite et du tuf.